# Compagnie de Nouvelle-Guinée
La Compagnie de Nouvelle-Guinée (en allemand Neuguinea-Kompagnie) était une société à charte allemande qui exploitait le territoire insulaire de ce qui est à présent une partie de la Papouasie-Nouvelle-Guinée.

## Histoire

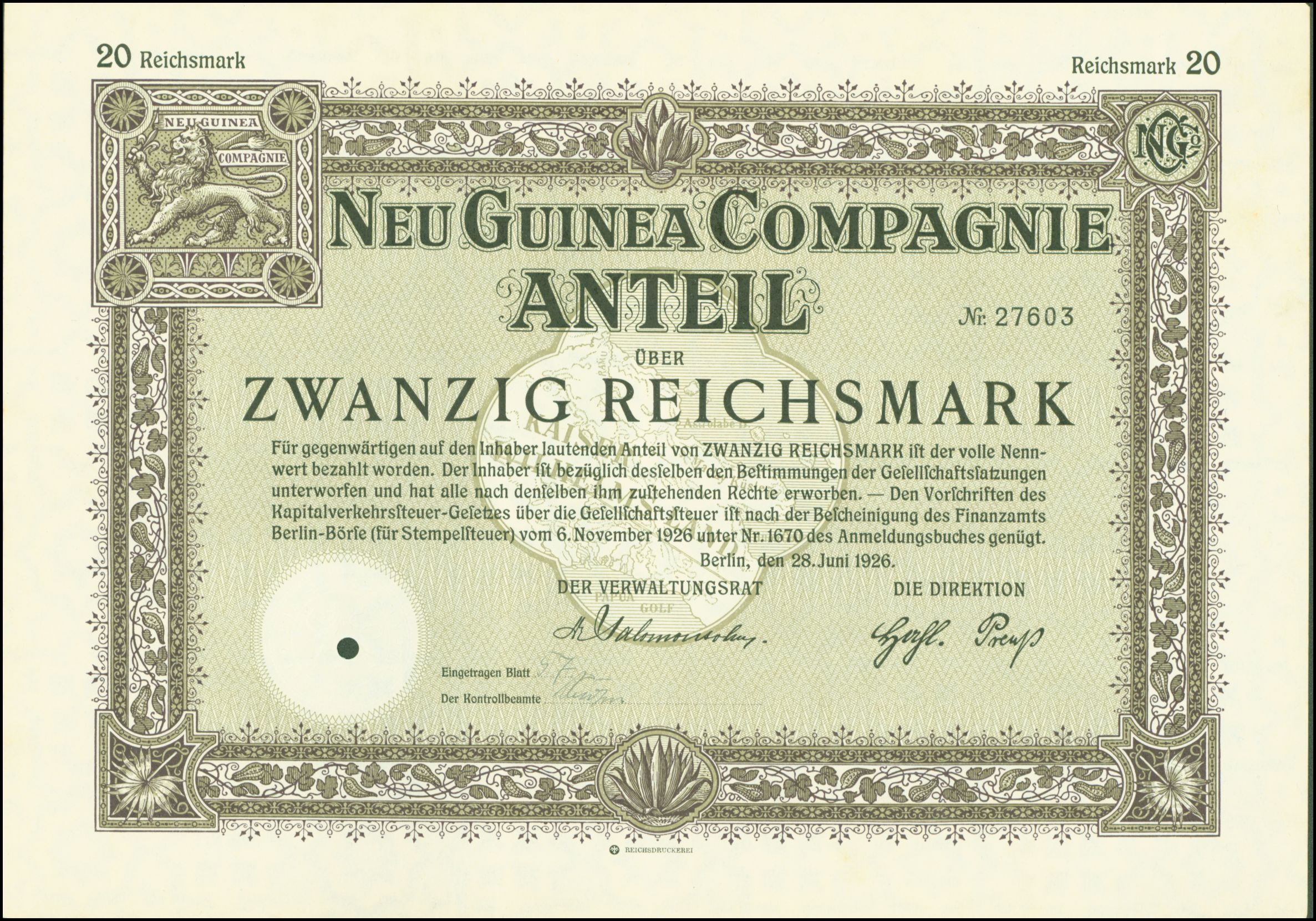
Action de la Compagnie de Nouvelle-Guinée en date du 28 juin 1926

En 1884, la Neuguinea-Kompagnie fut fondée à Berlin dans le but de coloniser et d'exploiter les ressources de la Neu Guinea, la Nouvelle-Guinée allemande, pour laquelle l'intérêt allemand s'accrut après l'annexion par le Queensland britannique du l'Est de l'île de Nouvelle-Guinée. 
L'influence de la compagnie grandit jusqu'à administrer tout le nord-est de la Nouvelle-Guinée et certaines des îles au large.
Entre 1893 et 1899, elle est chargée de fabriquer les monnaies en mark de la Nouvelle-Guinée allemande.
Le gouvernement impérial allemand en prit officiellement l'administration en 1899.

## Source
- (en) Cet article est partiellement ou en totalité issu de l’article de Wikipédia en anglais intitulé « German New Guinea Company » (voir la liste des auteurs).